# Pathoklise
Als Pathoklise (griech.: patho- ‚Krankheit‘ und égklisis ‚Hineinneigen‘) bezeichnet man die Disposition bestimmter Teile eines Organs zu spezifischen Erkrankungen.
Die Theorie der Pathoklise wurde zu Beginn des 20. Jahrhunderts von Cécile und Oskar Vogt formuliert. Sie besagt, dass verschiedene Hirnregionen unterschiedlich empfindlich auf bestimmte Schädigungen, wie zum Beispiel Sauerstoffmangel, reagieren.
Vor allem Groß- und Kleinhirnrinde, Striatum, Thalamus, Ammonshorn und die Olive der Medulla oblongata sind besonders empfindlich. C. und O. Vogt entwarfen mehrere Pathoklisemodelle für die Hirnregionen je nach Art der Schädigung. Das Modell wird jüngst wieder bei dem Thema Nahtod-Erfahrung diskutiert.